# Stanislav Kubíček
Stanislav Kubíček (ur. 23 maja 1940 w Czeskich Budziejowicach) – czechosłowacki żużlowiec, występujący również na długim torze i na lodzie.

## Życiorys
Trzynastokrotny finalista indywidualnych mistrzostw Czechosłowacji (najlepszy wynik: 1965 – V miejsce).
Reprezentant Czechosłowacji na arenie międzynarodowej. Srebrny medalista drużynowych mistrzostw świata (Wiedeń 1963). Dwukrotny uczestnik finałów indywidualnych mistrzostw świata na długim torze (Scheeßel 1974 – XVI miejsce, Mariańskie Łaźnie 1976 – XVIII miejsce). Wielokrotny uczestnik eliminacji indywidualnych mistrzostw świata (najlepszy wynik: Slaný 1964 – IX miejsce w finale kontynentalnym; awans do finału europejskiego jako zawodnik rezerwowy).
W 1965 r. zajął II miejsce (za Faritem Szajnurowem) w turnieju o Zlata Přilbę w Pardubicach.